# Вегас за двоје
Вегас за двоје (енгл. What Happens in Vegas) америчка је романтична комедија из 2008. године, у режији Тома Вона, по сценарију Дејне Фокс. Камерон Дијаз и Ештон Кучер глуме пар који се венча и освоји џекпот у казину током пијане ноћи у Лас Вегасу, али њихов једноставан план да се брзо разведу и поделе новац је компликован одлуком судије за развод брака. Упркос негативним рецензијама критичара, остварио је комерцијални успех.

## Радња
Смештена у Граду греха, прича прати двоје странаца који након буђења откривају да су се венчали током пијанства од претходне ноћи, с тим да је једно од њих освојило велики новац у казину захваљујући новчићу оног другог. Пар креће у надмудривање за посед новчића, само да би се успут поново заљубили.

## Улоге
| Глумац          | Улога             |
| --------------- | ----------------- |
| Камерон Дијаз   | Џој Макнали       |
| Ештон Кучер     | Џек Фулер Млађи   |
| Лејк Бел        | Тони Сакстон      |
| Роб Кордри      | Џефри Луис        |
| Денис Ферина    | Ричард Бангер     |
| Денис Милер     | судија Вупер      |
| Кристен Ритер   | Кели              |
| Џејсон Судејкис | Мејсон            |
| Мишел Крусијец  | Чонг              |
| Били Ајхнер     | фронтмен групе    |
| Квин Латифа     | др Твичел         |
| Зак Галифанакис | Дејв              |
| Трит Вилијамс   | Џек Фулер Старији |
| Дирдри О’Конел  | госпођа Фулер     |